# Équipe de Macédoine du Nord de Coupe Davis
Pour les articles homonymes, voir Équipe de Macédoine du Nord.
L'équipe de Macédoine du Nord de Coupe Davis représente la Macédoine du Nord à la Coupe Davis. Elle est placée sous l'égide de la Fédération macédonienne de tennis.

## Historique
Créée en 1995, après la dissolution de l'équipe de Yougoslavie de Coupe Davis, l'équipe de Macédoine de Coupe Davis a évolué en 2007 et 2008 dans le groupe I de la zone Europe-Afrique pour meilleure performance.

## Joueurs de l'équipe
Les chiffres indiquent le nombre de matchs joués-remportés
Les joueurs historiques de l'équipe :
- Lazar Magdincev
- Dimitar Grabuloski
- Predrag Rusevski (38-26)
- Ilija Martinoski
- Tomislav Jotovski
- Shendrit Deatri
- Aleksandar Kitinov (1er tour du groupe mondial avec la Yougoslavie) (puis Macédoine en 1995)